# Orlando Bloom
Orlando Jonathan Blanchard Bloom (n. 13 ianuarie 1977, Canterbury, Kent, Anglia) este un actor britanic de cinema. El s-a lansat cu rolul Legolas în trilogia Stăpânul Inelelor, cunoscând faima prin următoarele apariții în filmele de fantezie, istorice sau de avenură fantastică. Următoarele lui roluri le-au inclus pe Legolas în trilogia Hobbitul, Will Turner în seria Pirații din Caraibe, Paris din Troia și Balian de Ibelin în Kingdom of Heaven.
Ulterior, Bloom s-a impus ca personaj principal în filmele de la Hollywood: i-a interpretat pe Balian de Ibelin în Kingdom of Heaven (2005) și Elizabethtown (2005) ale lui Ridley Scott. Debutul pe scena profesională și l-a făcut la Duke of York' Theatre în Londra în 2007 și a apărut pe Broadway într-o adaptare a piesei Romeo și Julieta în 2013. În 2009, Bloom a fost desemnat Ambasador al UNICEF-ului, iar în 2015 a primit premiul BAFTA Britannia Humanitarian Award.

## Viața
Actorul britanic Orlando Bloom s-a bucurat de succes încă de la începutul carierei sale cinematografice, datorită rolului "Legolas", din trilogia Stăpânul Inelelor.
Botezat după compozitorul Orlando Gibbons, Orlando și sora sa Samantha au fost crescuți de mama lor, Sonia, și de un tutore, Colin Stone. La 13 ani, în timpul unei vacanțe acesta aflǎ cǎ nu Harry Bloom era adevǎratul sǎu tatǎ biologic ci chiar Colin Stone.
Tatǎl său, Harry Bloom, a murit când Orlando avea numai patru ani și a fost un activist important al luptei antiapartheid din Africa de Sud. Harry a scris celebrul volum numit "Episod din Transvaal", a fost închis pentru convingeriile sale politice și a lucrat alǎturi de Nelson Mandela.
Mama sa, femeie de afaceri și scriitoare, i-a îndrumat pe Orlando și sora acestuia spre artă. În timpul școlii, Orli (porecla actorului), joacă mereu în spectacolele clasei, iar în 1983 acesta se mută la Londra pentru a-și dezvolta cariera. Se simte foarte atras de teatru și nici nu se gândește la o carieră cinematograficǎ. A jucat doi ani la "Teatrul Național pentru Tineret" înainte de a obține o bursă de studii la "Academia de Teatru Americano- Britanicǎ".
Devine un cititor înrăit al lui Shakespeare, Mitlon, Cehov și reușește sǎ scape de dislexie.
Modul interpretativ a lui Paul Newman îl face pe Orlando sǎ se rǎzgândeascǎ și la 16 ani obține rolul unui adolescent care se automutileazǎ pentru a atrage atenția celor din jur în serialul "Casualty" iar mai târziu în serialul obține un rol în "Midsomer Murders" (1997).
La 20 de ani, cu un an înainte de a juca în "Stǎpânul Inelelor", cade de la etajul trei, de pe terasa unui prieten. Își rupe spatele și este la un pas de a-și petrece viața într-un scaun cu rotile.
Grație intervenției chirurgicale, după douǎsprezece zile iese din spital: "La început mi s-a spus cǎ s-ar putea sǎ nu mai pot merge vreodatǎ.Timp de opt zile am stat întins pe spate. Eram dependent de asistente și nu puteam sǎ fac nimic singur. Într-un asemenea moment, mândria și onoarea îți sunt luate".
Pânǎ în prezent, și-a mai rupt coastele, ambele picioare, un braț, încheietura mâinii, un deget de la mânǎ, unul de la picioare iar capul și l-a spart de 3 ori. 
Orlando vorbește fluent franceza și are o mulțime de calificative "excelent" printre care la arta fotograficǎ, olǎrit, sculpturǎ și arta dramaticǎ.

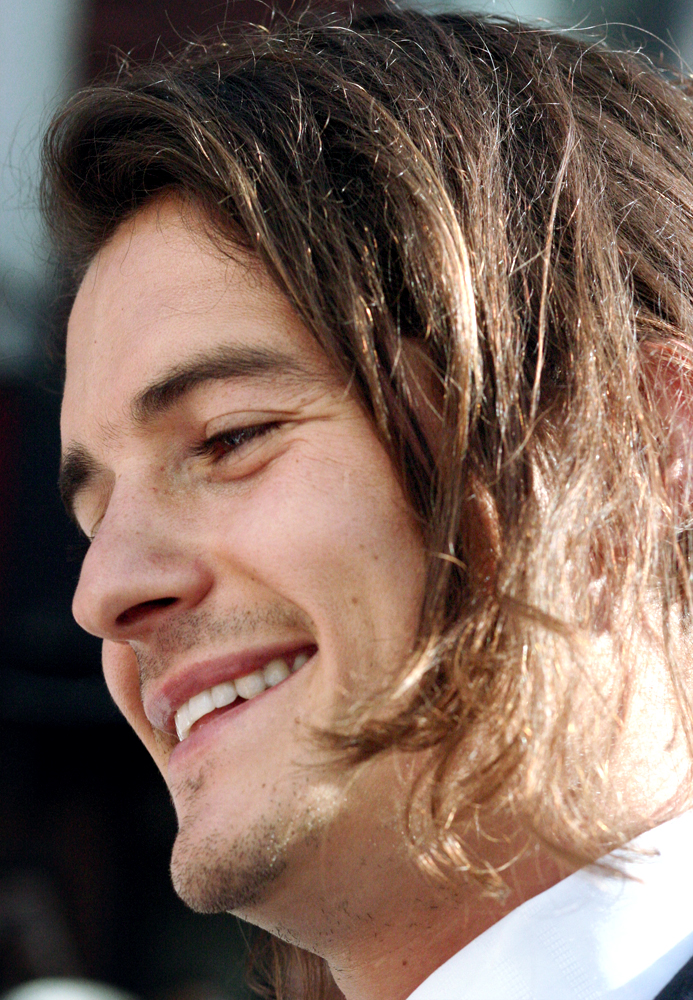
Bloom la premiera Pirates of the Caribbean: Dead Man's Chest, Londra, iulie 2006

El este vegetarian și nu consumă deloc produse lactate, mâncǎrurile preferate fiind pizza, pastele, orezul cu legume și cartofii copți.
Majoritatea cd-urilor din colecția sa sunt mai vechi de 10 ani. Primul album cumpărat a fost "Thriller" al lui Michael Jackson. Dintre noii interpreți, îi preferă mai degrabă pe cei de la Colplay și Radiohead.
Ține cu Manchester United dar îi urmărește și pe cei de la Real Madrid, asta pentru cǎ David Beckham joacă pentru ei.
Actorii sǎi preferați sunt Johnny Depp, Edward Norton, Paul Newman și Daniel Day-Lewis iar filmele preferate sunt " Stand By Me" și "The Hustler and Amelie".
Adorǎ sporturile extreme, preferatele sale fiind snowbording-ul și surfing-ul.
Când nu lucreazǎ, Orlando Bloom își împarte timpul între Londra și Los Angeles. 
În 2002 a fost nominalizat de revista "Teen People" printre cei mai atrǎgǎtori actori mai tineri de douǎzeci și cinci de ani, iar revista "People" îl desemneazǎ ca fiind cel mai vânat burlac al anului 2004.

## Viață personală
În 2002 Orlando Bloom o întâlnește pe actrița Kate Bosworth în fața unei cafenele, unde îi este prezentată de către un prieten comun. Aceștia se reîntâlnesc la premiera filmului Stăpânul inelelor și au o relație din 2002 până în septembrie 2006.
La sfârșitul anului 2007 însă, Bloom începe să se întâlnească cu supermodelul australian Miranda Keer. Logodna lor este anunțată după trei ani, în iunie 2010. La numai o lună, în 22 iulie, cei doi se căsătoresc într-o ceremonie privată.
În mai puțin de un an, Miranda, de 30 de ani, și Orlando, de 36, au devenit părinți, povestind despre armonia ce domnea în casa lor oricărei reviste dorea să-i asculte. Se pare, însă, că la adăpostul celor patru pereți relația nu era atât de fericită cât lăsau cei doi să se înțeleagă.
În octombrie 2013 Miranda Kerr și Orlando Bloom au anunțat că nu mai formează un cuplu, punând capăt relației de șase ani și mariajului în urma caruia a rezultat un copil, Flyn, în vârstă de 2 ani.
Miranda Kerr și Orlando Bloom au fost considerați ca fiind unul dintre cele mai stabile cupluri de la Hollywood.

## Carierǎ
Primul rol important a lui Orlando Bloom a fost în filmul "Wilde" (1997), film apreciat de critici, și care i-a adus multe oferte de roluri, pe care el le-a refuzat însă, pentru a face teatru. După "Wilde", Orli a urmat "Școala de Muzică și Teatru Guidhall" pentru trei ani. 
În teatru, Orlando a apărut în piese precum: "Pescărușul", "A Douăsprezecea Noapte", "Femei din Troia".
Apoi Peter Jackson a "descoperit" în 1999 frumusețea clasică a lui Orlando Bloom pentru mult mediatizata trilogie "Stăpânul Inelelor" ("The Lord of the Rings").
Prezent la audițile pentru "Stăpânul Inelelor", Orlando alege să dea o probă pentru Faramir, dar regizorul Peter Jackson nu îl acceptă în acest rol, considerând că este mult mai potrivit pentru Legolas."Legolas nu vorbește mult - preferă să lase faptele să o facă."
Următoarele 18 luni și le petrece în Noua Zeelandă, învățând să călărească și să tragă cu arcul."Am început cu trasul cu arcul, am călărit aproape douăzeci de cai, m-am antrenat la sala de forță și am învațat modul elfilor de a vorbi și de a lupta.
După ce a jucat în cele trei fime din "Stăpânul Inelelor", a lucrat cu Ridley Scot in "Elicopter la pământ" ("Black Hawk Down").
În 2003 au fost lansate "Banda lui Kelly", "Pirații din Caraibe: Blestemul Perlei Negre" și "Întoarcerea Regelui"-cel de-al treilea film al trilogiei "Stăpânul Inelelor".
În 2004 au avut loc premierele la "Troia" și "Meciul cel mare" ("The Calcium Kid").Tot în 2004, Orlando Bloom a jucat primul său rol principal într-o producție importantă, "Regatul Cerului" ("The Kingdom of Heaven"), din nou împreună cu Ridley Scott. A jucat rolul principal- Drew Baylor în filmul "Elizabethtown", în regia lui Cameron Crowwe
Filmul independent "Haven" ("Refugiul") a debutat în 2004 la Festivalul de Film din Toronto. Orlando Bloom a jucat și a și co-produs filmul. 
Partea a doua a "Piraților din Caraibe", numită "Pirații din Caraibe: Cufărul Omului Mort" își începe filmările în martie 2005 și urmează să fie lansată în vara lui 2006. În vara anului 2007- moment în care fost lansată cea de-a treia parte a filmului și anume "Pirații din Caraibe: La Capătul Lumii".

## Filmografie
| An   | Film                                             | Rol                                |
| ---- | ------------------------------------------------ | ---------------------------------- |
| 1997 | Wilde                                            | Rentboy                            |
| 2001 | Stăpânul Inelelor: Frăția Inelului               | Legolas Greenleaf                  |
| 2002 | Elicopter la pământ                              | Todd Blackburn                     |
| 2002 | Stăpânul Inelelor: Cele două turnuri             | Legolas Greenleaf                  |
| 2003 | Ned Kelly                                        | Joe Byrne                          |
| 2003 | Meciul cel mare                                  | Jimmy Connelly                     |
| 2003 | Pirații din Caraibe: Blestemul Perlei Negre      | Will Turner                        |
| 2003 | Stăpânul Inelelor: Întoarcerea Regelui           | Legolas Greenleaf                  |
| 2004 | Troia                                            | Paris                              |
| 2004 | Refugiul                                         | Shy                                |
| 2005 | Regatul Cerului                                  | Balian of Ibelin                   |
| 2005 | Elizabethtown                                    | Drew Baylor                        |
| 2006 | Pirații din Caraibe: Cufărul Omului Mort         | Will Turner                        |
| 2006 | Love and Other Disasters                         | Hollywood Paolo                    |
| 2007 | Pirații din Caraibe: La Capătul Lumii            | Will Turner                        |
| 2007 | Everest: A Climb for Peace                       | Narator                            |
| 2009 | New York, I Love You                             | David                              |
| 2010 | Sympathy for Delicious                           | The Stain                          |
| 2010 | Main Street                                      | Harris Parker                      |
| 2010 | The Good Doctor                                  | Dr. Martin Ploeck                  |
| 2011 | The Three Musketeers                             | Duke of Buckingham                 |
| 2013 | Zulu                                             | Brian Epkeen                       |
| 2013 | The Hobbit: The Desolation of Smaug              | Legolas                            |
| 2014 | The Hobbit: There and Back Again                 | Legolas                            |
| 2015 | Digging for Fire                                 | Ben                                |
| 2017 | Unlocked                                         | Jack Alcott                        |
| 2017 | Pirates of the Caribbean: Dead Men Tell No Tales | Will Turner                        |
| 2017 | Romans                                           | Malky                              |
| 2017 | S.M.A.R.T. Chase                                 | Danny Stratton                     |
| 2019 | The Outpost                                      | 1st Lieutenant Benjamin D. Keating |
| TBA  | Needle in a Timestack                            |                                    |

| An      | Titlu               | Rol                         | Note                       |
| ------- | ------------------- | --------------------------- | -------------------------- |
| 1994–96 | Casualty            | Extra/Noel Harrison/Patient | 3 episodes                 |
| 2000    | Midsomer Murders    | Peter Drinkwater            | 1 episode: "Judgement Day" |
| 2006    | Extras              | Himself                     | 1 episode                  |
| 2011    | LA Phil Live        | Romeo                       | 1 episode                  |
| 2016    | Easy                | Tom                         | Episode: "Utopia"          |
| 2017    | Tour de Pharmacy    | Juju Peppi                  | Television film            |
| 2017    | Stairway to Stardom | Himself                     | 1 episod                   |
| 2019    | Carnival Row        | Rycroft Philostrate         | [ 11 ]                     |

## Premii și nominalizări
| An   | Premiu                                   | Categoria                                             | Nominalizat                                            | Rezultat     |
| ---- | ---------------------------------------- | ----------------------------------------------------- | ------------------------------------------------------ | ------------ |
| 2001 | Phoenix Film Critics Society Award       | Best Cast                                             | The Lord of the Rings: The Fellowship of the Ring      | Câștigat     |
| 2001 | Empire Award                             | Best Debut                                            | The Lord of the Rings: The Fellowship of the Ring      | Câștigat     |
| 2001 | MTV Movie Award                          | Best Breakthrough Performance                         | The Lord of the Rings: The Fellowship of the Ring      | Câștigat     |
| 2001 | Saturn Award                             | Face of the Future – Male                             | The Lord of the Rings: The Fellowship of the Ring      | Nominalizare |
| 2001 | Screen Actors Guild Award                | Outstanding Performance by a Cast in a Motion Picture | The Lord of the Rings: The Fellowship of the Ring      | Nominalizare |
| 2001 | Phoenix Film Critics Society Award       | Best Cast                                             | Black Hawk Down                                        | Nominalizare |
| 2002 | Online Film Critics Society Award        | Best Cast                                             | The Lord of the Rings: The Two Towers                  | Câștigat     |
| 2002 | Phoenix Film Critics Society Award       | Best Cast                                             | The Lord of the Rings: The Two Towers                  | Câștigat     |
| 2002 | Screen Actors Guild Award for            | Outstanding Performance by a Cast in a Motion Picture | The Lord of the Rings: The Two Towers                  | Nominalizare |
| 2003 | Australian Film Institute Award for      | Best Actor in a Supporting Role                       | Ned Kelly                                              | Nominalizare |
| 2003 | Broadcast Film Critics Association Award | Best Cast                                             | The Lord of the Rings: The Return of the King          | Câștigat     |
| 2003 | National Board of Review Award           | Best Cast                                             | The Lord of the Rings: The Return of the King          | Câștigat     |
| 2003 | Phoenix Film Critics Society Award       | Best Cast                                             | The Lord of the Rings: The Return of the King          | Câștigat     |
| 2003 | Screen Actors Guild Award                | Outstanding Performance by a Cast in a Motion Picture | The Lord of the Rings: The Return of the King          | Câștigat     |
| 2003 | Empire Award                             | Best British Actor                                    | The Lord of the Rings: The Return of the King          | Nominalizare |
| 2003 | Teen Choice Award                        | Choice Movie Actor – Drama/Action Adventure           | The Lord of the Rings: The Return of the King          | Nominalizare |
| 2003 | Hollywood Film Festival Award            | Breakthrough Acting – Male                            | Pirates of the Caribbean: The Curse of the Black Pearl | Câștigat     |
| 2003 | MTV Movie Award Mexico                   | Sexiest Hero                                          | Pirates of the Caribbean: The Curse of the Black Pearl | Câștigat     |
| 2003 | Teen Choice Award                        | Choice Movie Chemistry                                | Pirates of the Caribbean: The Curse of the Black Pearl | Câștigat     |
| 2003 | Teen Choice Award                        | Choice Movie Fight/Action Sequence                    | Pirates of the Caribbean: The Curse of the Black Pearl | Câștigat     |
| 2003 | Teen Choice Award                        | Choice Movie Liplock                                  | Pirates of the Caribbean: The Curse of the Black Pearl | Câștigat     |
| 2003 | MTV Movie Award for                      | Best on-Screen Team                                   | Pirates of the Caribbean: The Curse of the Black Pearl | Nominalizare |
| 2005 | Jameson People's Choice Award            | Best European Actor                                   | Kingdom of Heaven                                      | Câștigat     |
| 2005 | Teen Choice Award                        | Choice Movie Liplock                                  | Kingdom of Heaven                                      | Nominalizare |
| 2006 | Teen Choice Award                        | Choice Movie Rumble                                   | Pirates of the Caribbean: Dead Man's Chest             | Câștigat     |
| 2006 | Teen Choice Award                        | Choice Movie Liplock                                  | Pirates of the Caribbean: Dead Man's Chest             | Câștigat     |
| 2006 | Teen Choice Award                        | Choice Movie Actor – Drama/Action Adventure           | Pirates of the Caribbean: Dead Man's Chest             | Nominalizare |
| 2007 | Teen Choice Award                        | Choice Movie Rumble                                   | Pirates of the Caribbean: At World's End               | Câștigat     |
| 2007 | National Movie Award                     | Best Performance by a Male                            | Pirates of the Caribbean: At World's End               | Nominalizare |
| 2007 | Teen Choice Award                        | Choice Movie Actor – Drama/Action Adventure           | Pirates of the Caribbean: At World's End               | Nominalizare |
| 2007 | Razzie Award                             | Worst Supporting Actor                                | Pirates of the Caribbean: At World's End               | Nominalizare |